# 木根草科
木根草科（学名：Stackhousiaceae）又名异雄蕊科或大洋异卉草科，此分類已被淘汰，未取消此科時共有3属：雪烛花属（Macgregoria）、野烛花属（Stackhousia）和风烛花属（Tripterococcus），共27种，分布在澳大利亚、新西兰和马来西亚的热带地区。
本科植物为草本；单叶互生，有托叶；花两性，花瓣5裂，合瓣，花筒长，雄蕊长，隐藏在花筒中；果实为蒴果或小核果。
1981年的克朗奎斯特分类法将其列在卫矛目中，1998年根据基因亲缘关系分类的APG 分类法认为无法分在任何目中，将其直接放到I类真蔷薇分支之下，2003年经过修订的APG II 分类法不承认这个科，将其合并到卫矛科中。